# Erhard Hantzsche
Erhard Hantzsche (* 17. August 1929 in Dresden; † 20. September 2021 in Berlin) war ein deutscher Physiker und Hochschullehrer.

## Leben
Von 1949 bis 1956 studierte Hantzsche an der Universität Leipzig. 1962 promovierte er an der Universität Magdeburg und 1978 an der Akademie der Wissenschaften der DDR.
Ab 1965 war Hantzsche am Zentralinstitut für Elektronenphysik der Akademie der Wissenschaften der DDR. Auf der Jahreshaupttagung der Physikalischen Gesellschaft der DDR im Februar 1979 wurde erstmals der Gustav-Hertz-Preis der Physikalischen Akademie der DDR verliehen. Für das zurückliegende Jahr 1978 wurde der Preis Erhard Hantzsche für die „Entwicklung eines theoretischen Modells des Katodenmechanismus des Vakuumbogens“ zugesprochen. Das Zentralinstitut für Elektronenphysik wurde nach der deutschen Wiedervereinigung 1991 geschlossen und Hantzsche wechselte 1992 an das Max-Planck-Institut für Plasmaphysik. An der Berliner Humboldt-Universität hatte er einen Lehrauftrag und ging 1994 in den Ruhestand.
Hantzsche wurde 92 Jahre alt und auf dem Friedhof Karlshorst beigesetzt.

## Veröffentlichungen
- Doppelplanet Erde-Mond. Teubner, Leipzig 1973, 255 S.
- Über die Katodenmechanismen in Gasentladungen (Dissertation). Akademie der Wissenschaften der DDR, Berlin 1978, 102 S.
- "Klassische" fundamentale Probleme der Plasmaphysik / Gedanken zum gegenwärtigen Stand d. theoret. Interpretation u. zur gegenwärtigen experimentellen Situation (zus. mit Robert Rompe). Zentralinstitut für Elektronenphysik, Berlin 1978, 45 S.
- Thermal Runaway Prevention in Arc Spots. In: IEEE Transactions on Plasma Science, September 1983, S. 115–122 (Abstract).
- Estimation of the current density in cathode arc spots. In: Beiträge aus der Plasmaphysik, 25. Jg. (1985), Nr. 5, S. 459–465.
- Current Density in Arc Spots (zus. mit Burkhard Juttner). In: IEEE Transactions on Plasma Science, Oktober 1985, S. 230–234 (Abstract).
- Consequences of balance equations applied to the diffuse plasma of vacuum arcs. In: IEEE Transactions on Plasma Science, Oktober 1989, S. 657–660 (Abstract).
- A hydrodynamic model of vacuum arc plasmas. In: IEEE Transactions on Plasma Science, Februar 1992, S. 34–41 (Abstract).
- A revised theoretical model of vacuum arc spot plasmas. In: IEEE Transactions on Plasma Science, Oktober 1993, S. 419–425 (Abstract).
- Instabilität und Chaos im Sonnensystem. In: Die Sterne, Bände 70–71, 1994.
- Why vacuum arc cathode spots can appear larger than they are (zus. mit Burkhard Juttner und G. Ziegenhagen). In: IEEE Transactions on Plasma Science, Februar 1995, S. 55–64 (Abstract).
- Two-dimensional models of expanding vacuum arc plasmas.  In: IEEE Transactions on Plasma Science, Dezember 1995, S. 893–898 (Abstract).
- Plasma-Randschicht mit aktiver Oberfläche. Max-Planck-Institut für Plasmaphysik, Berlin 1995/1997 (2 Bände).
- Arc spot ignition caused by sheath instability. In: IEEE Transactions on Plasma Science, August 1997, S. 527–532 (Abstract).
- Mysteries of the arc cathode spot: A retrospective glance. In: IEEE Transactions on Plasma Science, November 2003, S. 799–808 (Abstract).

## Belege
1. ↑  Menschen - Geburtstage. In: Physik Journal. Band 16, Nr. 7, 2017, S. 63 (pro-physik.de).
2. ↑  Dieter Hoffmann: Die Physikalische Gesellschaft (in) der DDR. In: Physikalische Blätter,  51. Jahrgang, Nr. 1 (Januar 1995).
3. ↑  Neues Deutschland vom 13. Februar 1979, S. 2
4. ↑  Traueranzeige in der Berliner Zeitung vom 2. Oktober 2021.

| Personendaten    | Personendaten      |
| ---------------- | ------------------ |
| NAME             | Hantzsche, Erhard  |
| KURZBESCHREIBUNG | deutscher Physiker |
| GEBURTSDATUM     | 17. August 1929    |
| GEBURTSORT       | Dresden            |
| STERBEDATUM      | 20. September 2021 |
| STERBEORT        | Berlin             |